# Japandroids
Japandroids to kanadyjski duet rockowy z Vancouver, aktywny od 2006 roku. W jej skład wchodzą Brian King (gitara, wokal) oraz David Prowse (perkusja, wokal). Grupa wydała jak dotąd dwie płyty: Post-Nothing w 2009 i Celebration Rock w 2012 roku i koncertowała intensywnie między 2009 a 2010 rokiem.

## Dyskografia

### Albumy studyjne
- 2009 – Post-Nothing (Polyvinyl)
- 2012 – Celebration Rock (Polyvinyl)

### Kompilacje
- 2010 – No Singles (Polyvinyl)